# Makoto Sunakawa
Makoto Sunakawa (født 10. august 1977) er en japansk tidligere professionel fodboldspiller.
Han har spillet for flere forskellige klubber i sin karriere, herunder Kashiwa Reysol, Consadole Sapporo og FC Gifu.